# Ghyvelde
Ghyvelde (niederländisch Gijvelde) ist eine französische Gemeinde mit 4.126 Einwohnern (Stand: 1. Januar 2022) im Département Nord in der Region Hauts-de-France.

## Geografie
Die Gemeinde Ghyvelde liegt im äußersten Norden Frankreichs, zehn Kilometer ostnordöstlich von Dünkirchen, drei Kilometer westlich der Grenze zu Belgien und drei Kilometer von der Küste des Ärmelkanals entfernt. Das von zahlreichen Entwässerungsgräben durchzogene tischebene Gemeindegebiet liegt auf Meeresspiegelhöhe, im Süden der Gemeinde bis zu drei Metern darunter. Der höchste Punkt der Gemeinde ist mit 10 Metern eine Brücke über die A 16.

## Geschichte
Ghyvelde wurde bei der Schlacht um Dünkirchen und weiteren Kampfhandlungen des Zweiten Weltkriegs zu 92 % zerstört. Am 1. Januar 2016 ist die früher eigenständige Kommune Les Moëres eingemeindet worden.

### Bevölkerungsentwicklung
| Jahr                       | 1962 | 1968 | 1975 | 1982 | 1990 | 1999 | 2009 | 2020 |
| Einwohner                  | 1786 | 2032 | 2014 | 3069 | 2973 | 3009 | 4045 | 4111 |
| Quellen: Cassini und INSEE |      |      |      |      |      |      |      |      |

## Sehenswürdigkeiten
- Kirche Saint-Vincent
- Das Écomusée du Bommelaers-Wall in Ghyvelde ist ein Museum, das die Geschichte des Landlebens an der flämischen Küste vorstellt.[1]
- Östlich von Ghyvelde bis zur belgischen Grenze, erschlossen durch einen acht Kilometer langen Rundwanderweg, erstreckt sich das Naturschutzgebiet der Fossilen Dünen von Ghyvelde.[2]

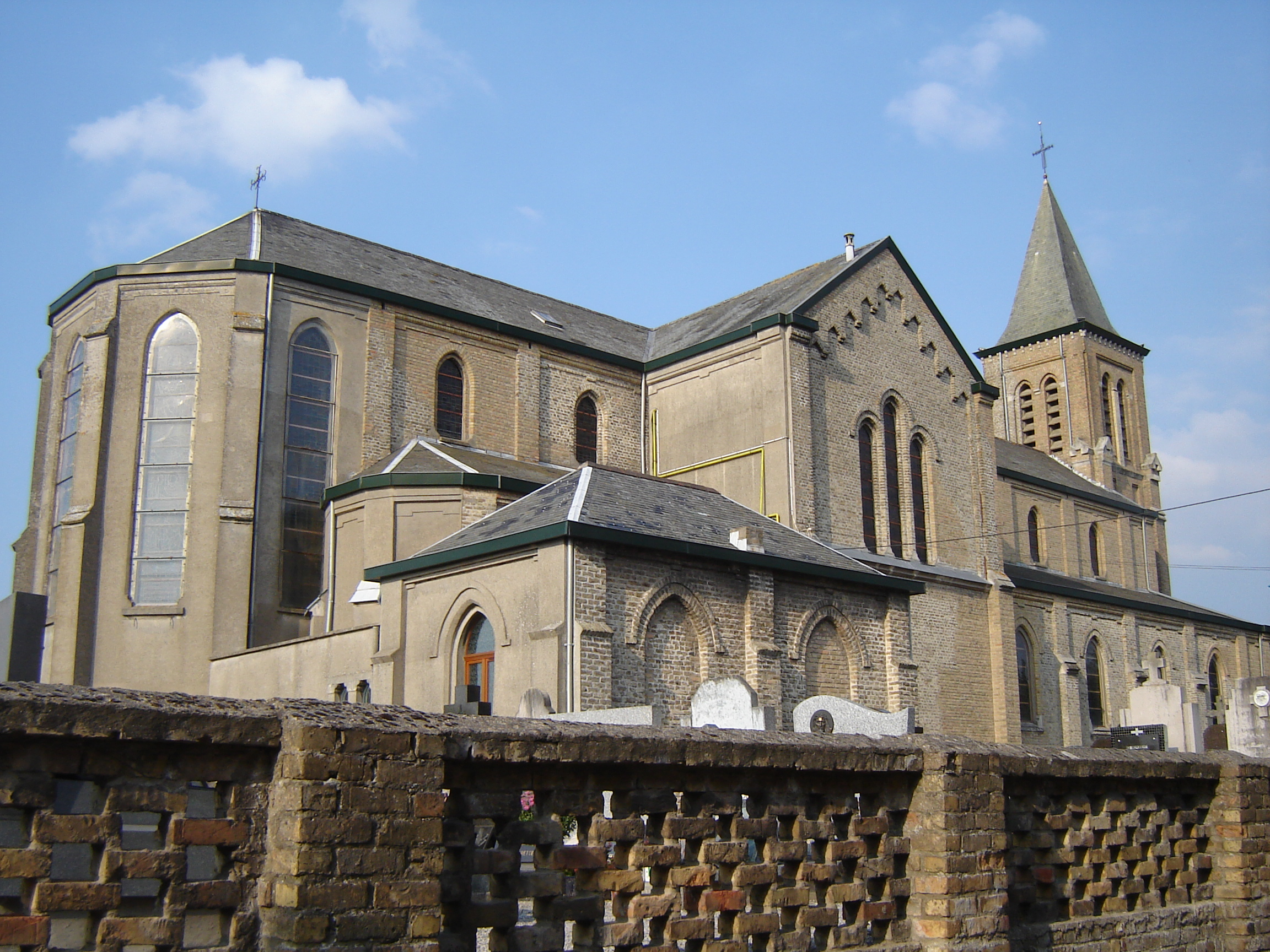
Kirche Saint-Vincent
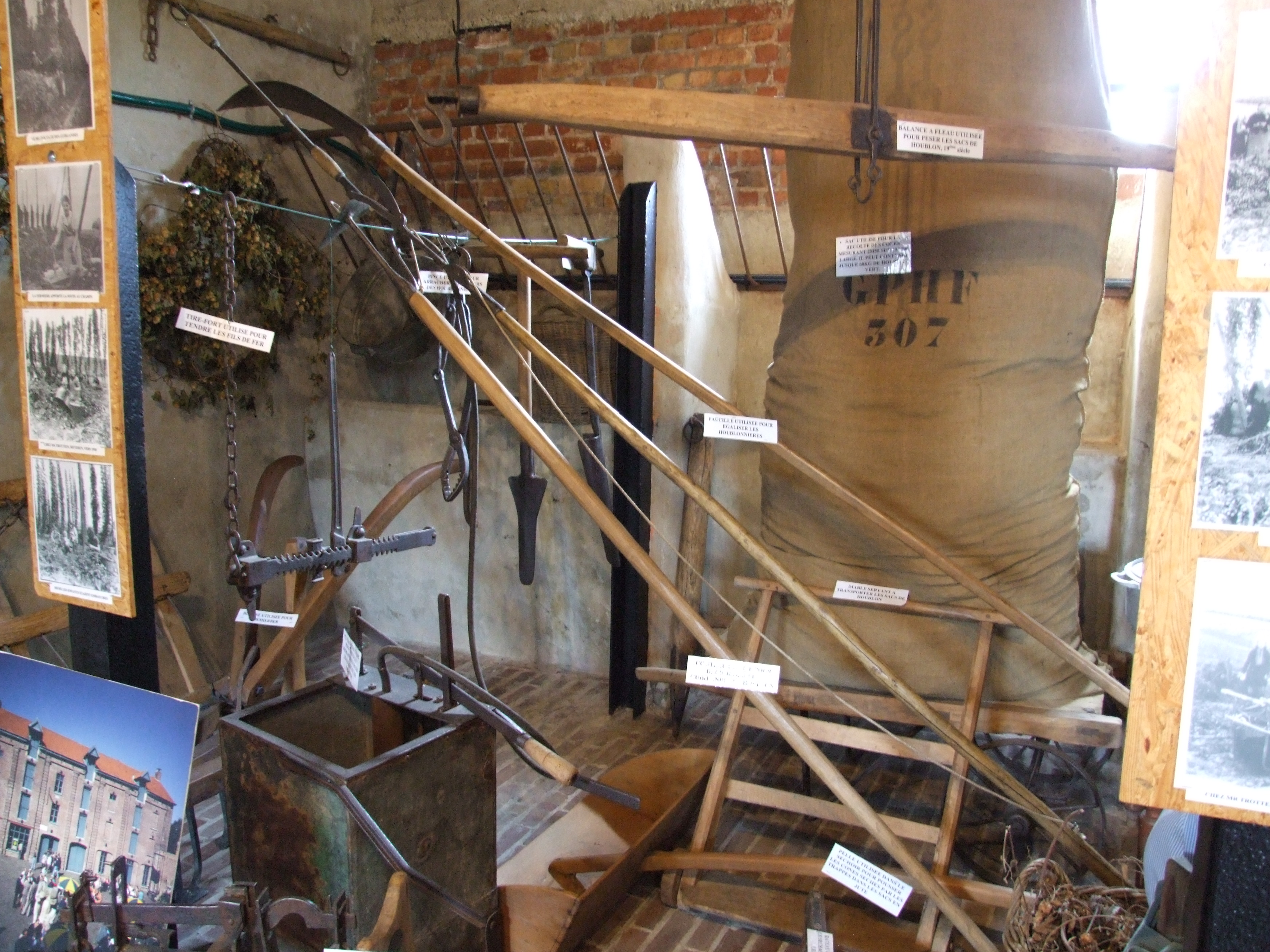
Werkzeuge für den Hopfenanbau im Écomusée du Bommelaers-Wall
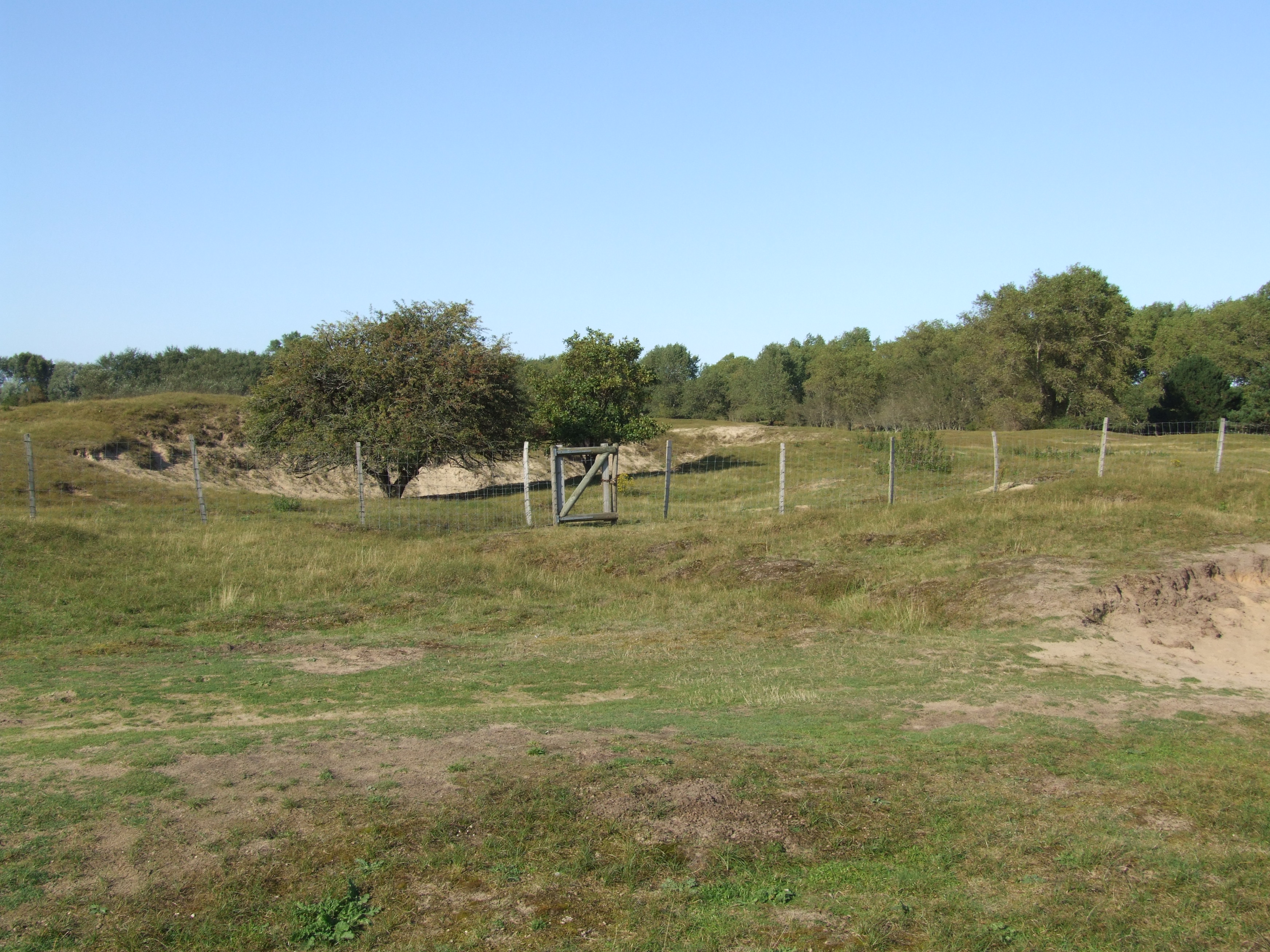
Fossile Dünen von Ghyvelde
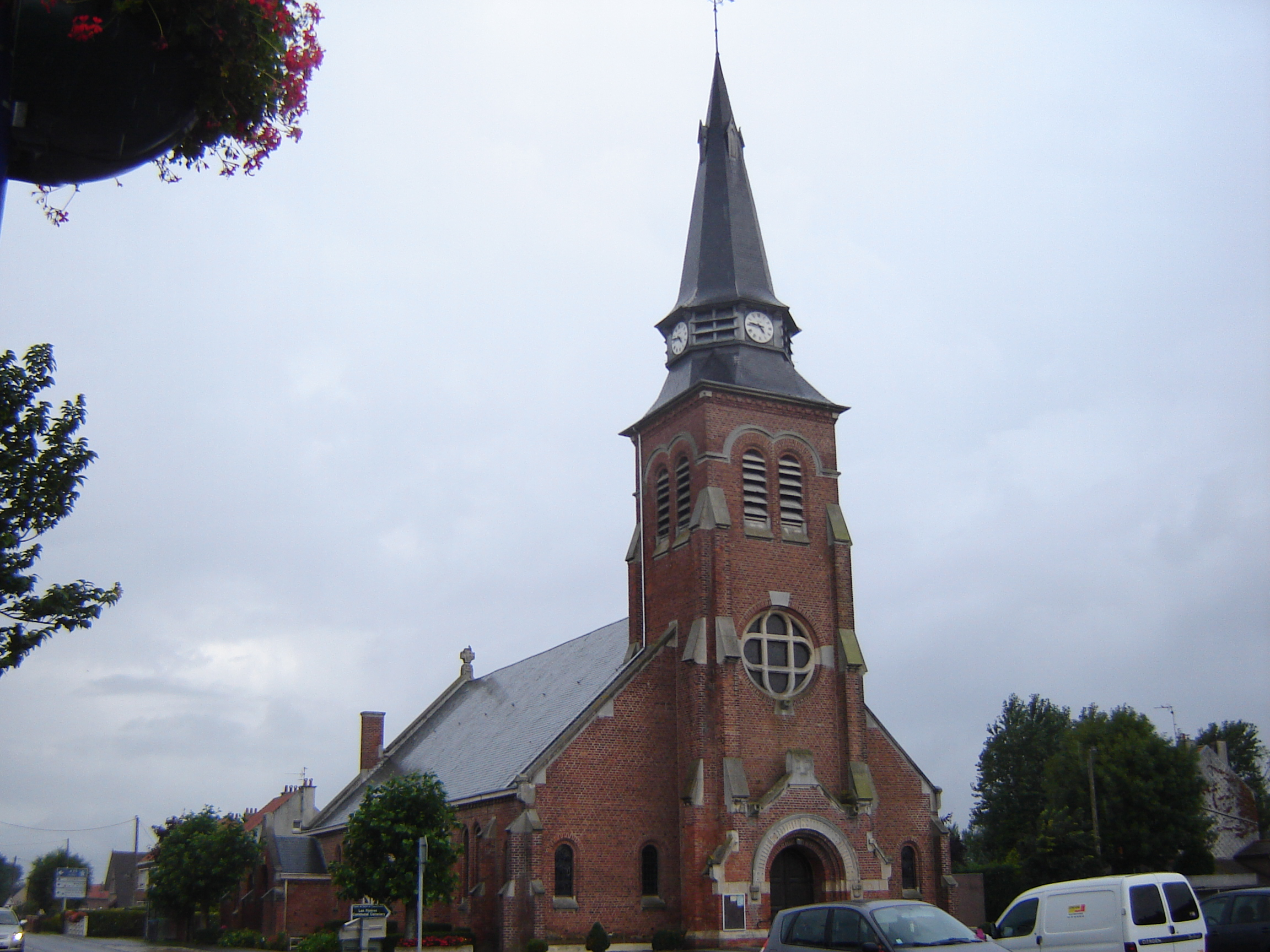
Kirche Mariä Himmelfahrt im Ortsteil Les Moëres
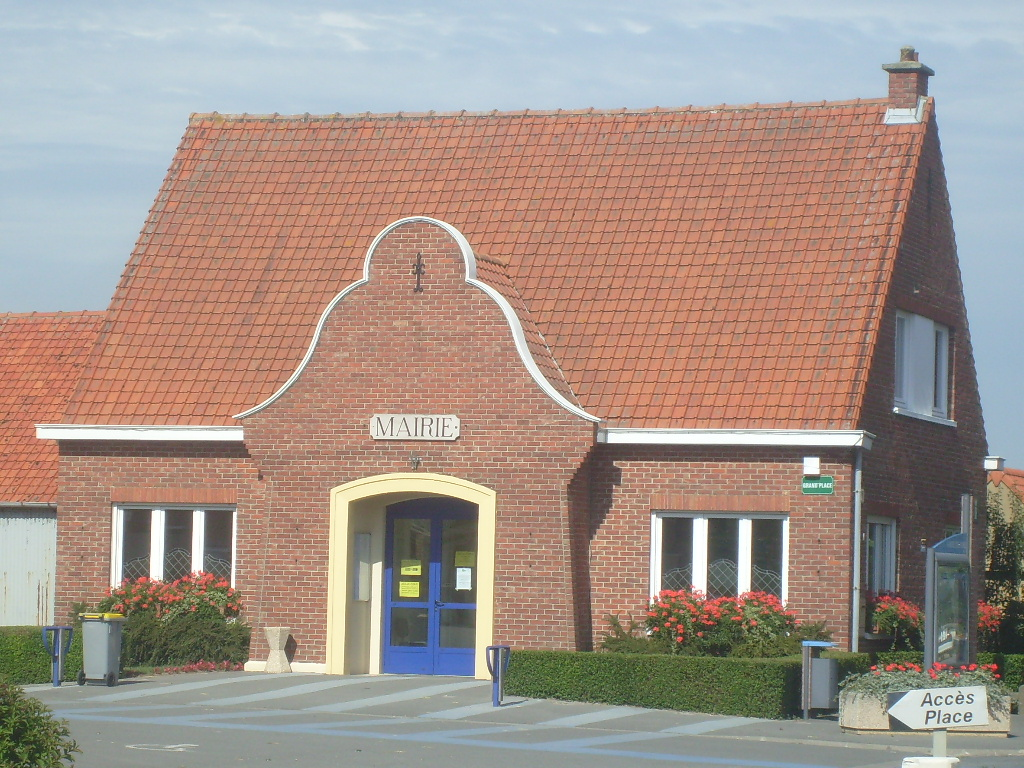
Ehemaliges Rathaus von Les Moëres
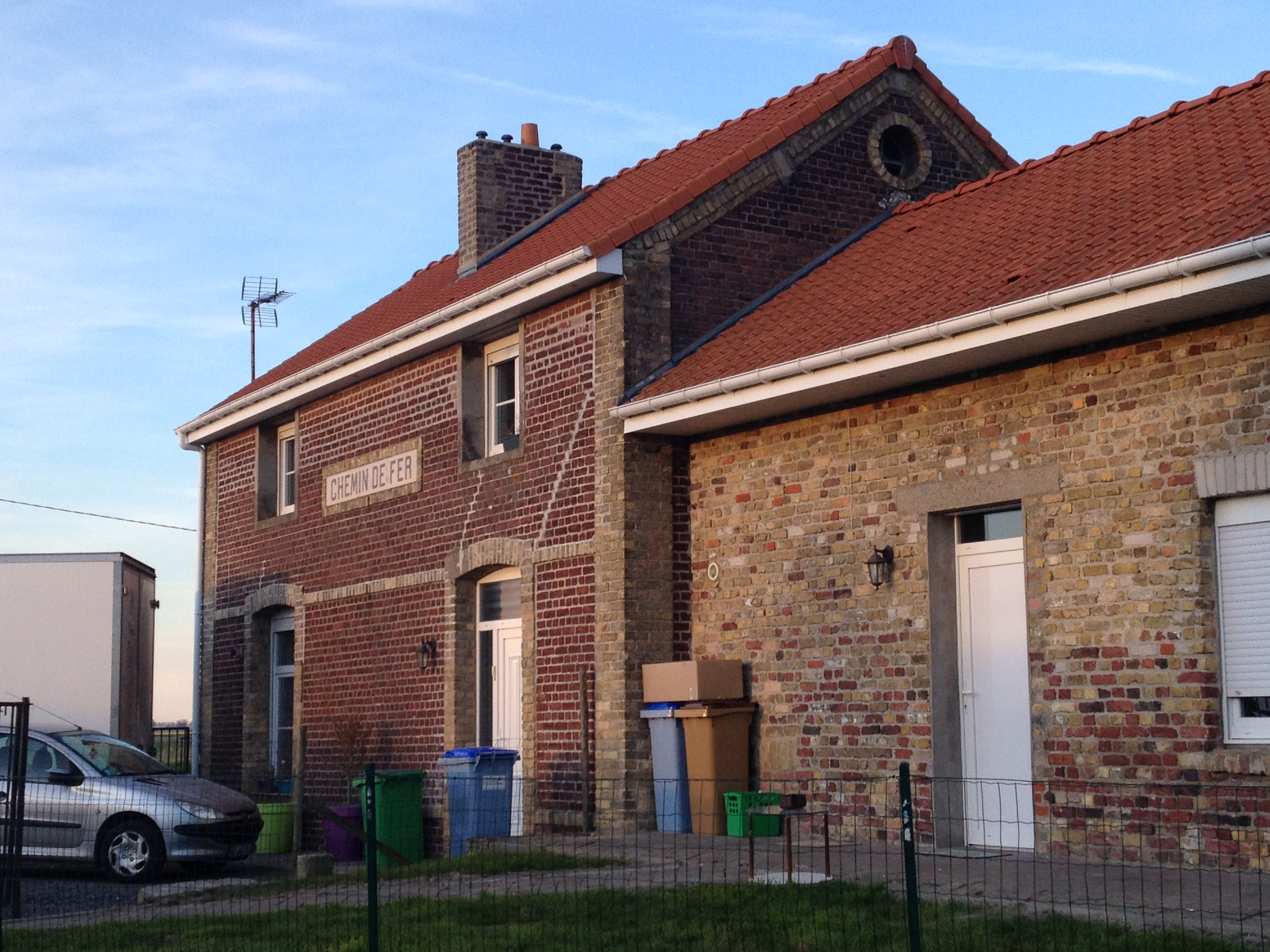
Ehemaliger Bahnhof von Les Moëres